# Sebastián Ortega
Sebastián Ortega (Buenos Aires; 14 de agosto de 1973) es un director, guionista y productor de cine y televisión argentino. 
Comenzó su carrera como productor en 2001, con la miniserie El hacker y al año siguiente comenzó a trabajar en la productora Ideas del sur. 
Desde 2006 tiene su propia productora de medios, Underground Contenidos.

## Biografía

### Comienzos
Nacido el 14 de agosto en 1973, en Buenos Aires; es hijo del cantante Palito Ortega y de la actriz Evangelina Salazar. Es hermano de Martín, Julieta, Emanuel, Luis y Rosario y primo de la vedette Luciana Salazar, de la modelo Camila Salazar, de Maite Salazar y Marisol Salazar.

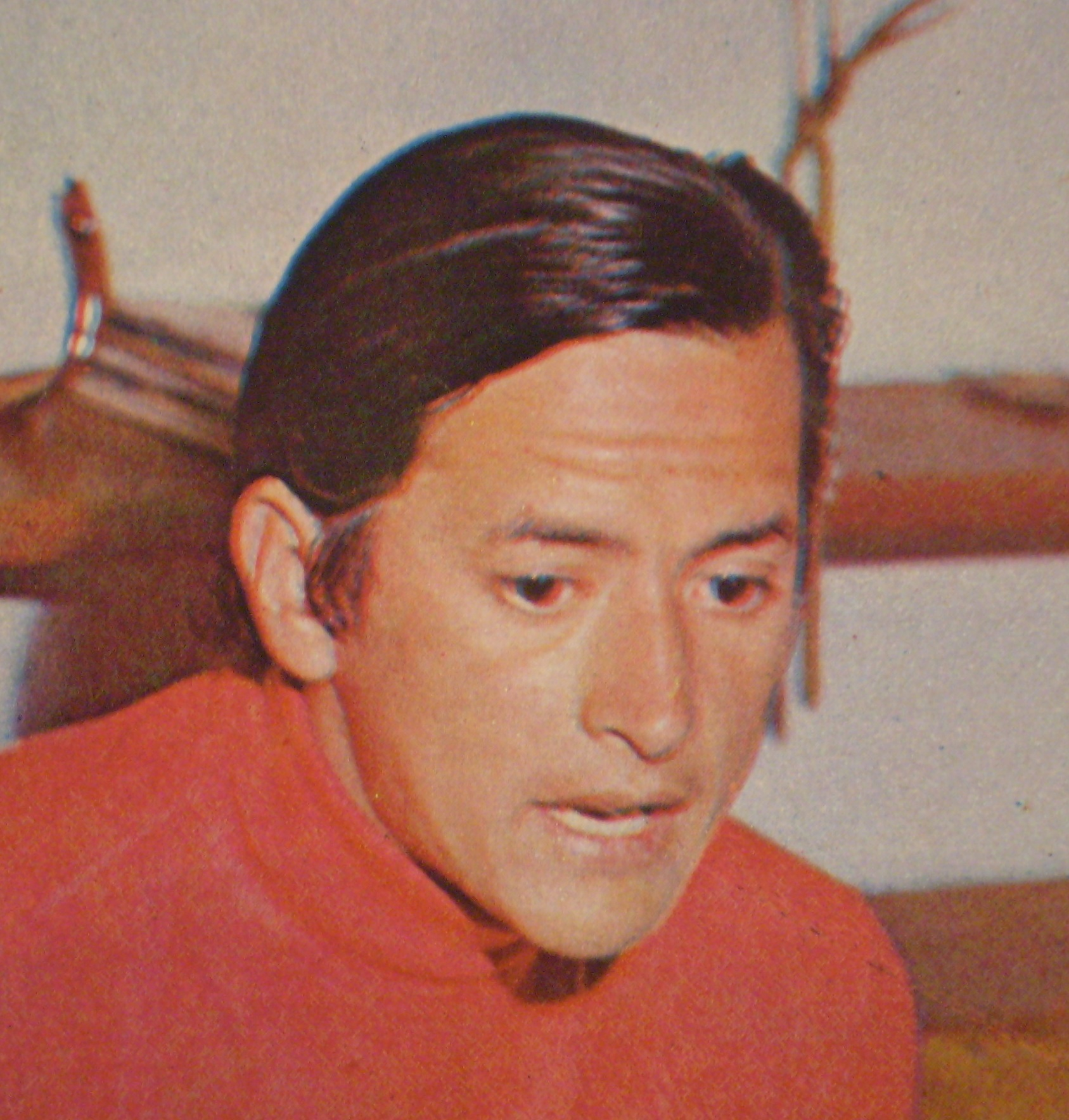
Palito Ortega, padre de Sebastián.

En 1985 se mudó a Miami, hasta el año 1991. Unos años después de Estados Unidos, Sebastián y su familia tuvieron que viajar a Tucumán, debido a que Palito fue elegido Gobernador.
Su carrera como productor comenzó en 2001, con "El hacker", la miniserie dramática que trataba de un reconocido hacker argentino que se negó a participar en la Guerra de Malvinas y desde entonces manipula redes y complejos aparatos tecnológicos mediante el uso de técnicas informáticas de alto nivel. Ese mismo año produjo EnAmorArte con su hermano Emanuel Ortega como protagonista.

### Productor en Ideas del Sur (2002-2005)
En 2002, entró a la productora Ideas del Sur y produjo Tumberos: un relato de presos que derivó en la crónica de una secta complicada en negociados con el poder político. 
En 2003 realizó "Sol negro", sobre la vida dentro de un neuropsiquiátrico, que fue muy bien recibida por la crítica. En este mismo año produjo la serie "Disputas" sobre un burdel con prostitutas deluxe y la comedia familiar Costumbres argentinas. Su siguiente proyecto sería "Ser urbano", un periodístico conducido por Gastón Pauls; con esto último consiguió un premio Martín Fierro.
En 2004, hizo "Los Roldán", una telenovela protagonizada por Miguel Ángel Rodríguez, Gabriel Goity y Florencia de la V. Esta serie consiguió ganar un Martín Fierro.
Junto con Pablo Culell eran los gerentes de Ideas (2002-2005), hasta que Sebastián decidió salir de esta empresa debido a que "El Trece" quería empezar a hacer programas de entretenimientos, y comenzaría a hacer ficciones a partir de 2007. Sebastián dijo que no podía esperar más por lo que decidió irse y crear su propia empresa.

### Underground Contenidos (2006-actualidad)
Luego de irse de Ideas del sur, en 2006, decidió hacer su propia empresa junto a Pablo Culell: "Underground Producciones". Ortega ocupa el puesto de "Director general" dentro de la productora. El primer proyecto de junto a la empresa fue la telenovela dramática El tiempo no para, de Canal 9, con el cual obtuvo varios premios. El mismo año también produjo la sitcom Amo de casa y la telecomedia Gladiadores de Pompeya para el mismo canal, siendo esta última emitida solamente los primeros 23 episodios y levantada posteriormente debido a la mala recepción del público.
En 2007, en asociación con Dori Media, produjo Lalola para América TV. Esta telenovela de comedia también logró ganar importantes premios (incluyendo el Martín Fierro de Oro) y fue vendida a más de 70 países, incluyendo Estados Unidos y España. En este año también produjo "Travesía Chubut".
Al año siguiente creó y produjo  Los exitosos Pells en asociación con Telefe Contenidos y Endemol. Esta telecomedia fue vendida a más de cuarenta países y consiguió ganar un premio Martín Fierro y un Premio Clarín.

En 2009 estrenó Botineras, una serie sobre una agente de policía que investiga un crimen ocurrido en el mundo de los jugadores de fútbol y de las chicas que buscan tener una relación amorosa con ellos (conocidas como botineras). Fue protagonizada porː Nicolás Cabré, Isabel Macedo y Florencia Peña.

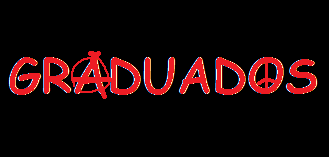
Graduados, mayor éxito de Sebastián Ortega.

En 2011 por su exitosa trayectoria en esta década, le fue conferido el Premio Konex - Diploma al Mérito como uno de los 5 mejores Productores de la década en Argentina, otorgado por la Fundación Konex, repitió en 2021.
En 2012 produjo para Telefe, la multipremiada telecomedia Graduados,  con Nancy Dupláa y Daniel Hendler. Se convirtió en la ficción más vista de la productora, logrando en su último episodio picos de hasta 37 puntos de índice de audiencia. Esta comedia le valió el segundo Martín Fierro de Oro a la productora.
En 2013 produjo la comedia Los vecinos en guerra, con las actuaciones de Eleonora Wexler, Diego Torres, Mike Amigorena, Mónica Antonópulos y Marco Antonio Caponi. Debido a que no consiguió cosechar el índice de audiencia esperado y debido a la baja de Mike Amigorena y Mónica Antonópulos, la comedia tomó un giro más policial con la incorporación antagónica de Juan Gil Navarro.
En 2014 se estrena el unitario La celebración y la comedia Viudas e hijos del rock and roll. Esta última ganó un Premio Tato como Mejor ficción diaria y un Martín Fierro para Minujín como mejor actor protagonista.
En 2015, estrenó el exitoso unitario y el primer proyecto biográfico Historia de un clan sobre la historia real del Clan Puccio. Fue dirigida por su hermano, Luis Ortega, y contó con las actuaciones de Alejandro Awada, Cecilia Roth, Chino Darín, Verónica Llinás, Rita Pauls, Tristán, entre otros. Fue aclamada por la crítica, recibiendo el Premio Tato a Mejor Programa del año.
En 2016 estrenó la comedia familiar Educando a Nina con Griselda Siciliani, Esteban Lamothe y Rafael Ferro, entre otros, donde se cuenta la historia de dos gemelas separadas al nacer. Ese mismo año estrenó el unitario El marginal por TV Pública con el papel protagónico de Juan Minujín sobre un policía que entra encubierto a una cárcel para averiguar el paradero de la hija de un juez que fue secuestrada. El marginal recibió excelentes críticas del prensa especializada y del público. Ganó 13 premios Tato y dos Martín Fierro, entre otros reconocimientos. Fue adquirida por diversas cadenas para su distribución mundial, siendo estrenada en octubre de 2016 por Netflix y en enero de 2018 por Universal Channel.
Underground estrena en 2017 la comedia Fanny la fan con Agustina Cherri, Luciano Cáceres y Nicolás Furtado. Además de la serie Un gallo para Esculapio que estrenan en agosto con la dirección de Bruno Stagnaro y las actuaciones de Luis Brandoni y Peter Lanzani.
En 2018 se espera la segunda temporada de El marginal (que será una precuela) y el estreno de Gigoló, El extranjero y Cien días para enamorarse.
En noviembre de 2019 fue declarado Personalidad destacada de la Ciudad Autónoma de Buenos Aires en el ámbito de la cultura por la Legislatura de la Ciudad Autónoma de Buenos Aires.
El 7 de Julio se anuncia la fecha de estreno de la tan esperada serie ¨En el barro¨ secuela de ¨El Marginal¨ donde las puertas de la cárcel vuelven a abrirse. Protagonizada por Ana Garibaldi, Valentina Zenere y gran elenco, se estrenará en Netflix el 14 de agosto de 2025. 
Confirmada la segunda temporada de En el barro para Netflix.  

## Otros proyectos

### Película
Desde el año 2009, está produciendo la película "Ringo", escogiendo como actores a Rodrigo De La Serna, Julieta Ortega, Damián De Santo, Fabián Vena, Fernán Mirás, Rita Cortese, Mex Urtizberea y Gonzalo Urtizberea. Además, cuenta con la dirección de Carlos Sorín. Este filme cuenta la biografía del famoso boxeador y su odisea hasta alcanzar su gloria por primera vez. La película empieza con Oscar Bonavena (Rodrigo de la Serna) representando a Argentina en los juegos panamericanos, cuando en un estado de desesperación muerde a su contrincante. De vuelta a Buenos Aires todos señalan a Bonavena como un torpe boxeador. Ringo quiere reparar la mala imagen. Con la ayuda de Antonio, un experimentado entrenador, desarrolla su propio estilo que le permite conseguir su primera pelea como profesional. Aunque desde 2009 de produce la película, Sebastián viene trabajando el guion desde el año 2005.

### "Deberías saber por qué"
Charly García lanzó su clip "Deberías saber por qué" (bajo la dirección de Ortega y la supervisión de Valeria Ambrosio y Leonardo Gaetani) el 7 de agosto de 2009. La filmación se desarrolló en la estancia Vila-Vela de la localidad bonaerense de Benavídez. 
Además del cantante, en el video participan Andrea Bonelli, Luis Ziembrowsky y Dante Ortega, su primer hijo con su entonces pareja, Guillermina Valdés. 
Sebastián comenta:

La idea del videoclip la pensamos juntos, en principio yo le presenté tres propuestas, pero claramente Charly quería contar la historia y actuar un poco. En la casa de luján de mi papá él me hacía escuchar la canción, al mismo tiempo me hablaba de Los Pells, que en ese momento estaba al aire. Un tiempo después estaba por lanzar su tema, vino y me dijo que quería que yo lo produjese y lo dirigiera. Y bueno, entonces empezó una especie de "juego", pero la idea fue divertirse. Además la canción cuenta cosas profundas; él me dijo: "Sebastián yo quiero que la gente vea como me siento hoy" - hicimos mucho énfasis en eso, dice Sebastián. La verdad es que yo lo veo cada semana, o cada 15 días, y voy notando un progreso muy grande, su ánimo ha cambiado, así que veo que se aleja de los últimos videos que él venía haciendo, que era una cosa más "oscura". Dirigir el video de Charly, "Deberías saber por qué", fue todo un honor, va a ser un fin de semana que no me voy a olvidar jamás.
Sebastián Ortega

## Vida personal
Sebastián es hijo del matrimonio conformado por el cantante Palito Ortega y Evangelina Salazar, tiene cinco hermanos, Julieta, Emanuel (cantante), Martín, Luis y Rosario. Además, es primo de la modelo, actriz y vedette Luciana Salazar. 
En junio de 1998, conoció a su primera pareja, la modelo y actriz Guillermina Valdés, luego de tres años nació su primer hijo, Dante. Años después, nacieron sus dos hijas, Paloma (2002) y Helena (2005). 
El 25 de septiembre de 2009, luego de once años de noviazgo, Sebastián y Guillermina se casaron por el civil en el Registro Civil de Berutti y Coronel Díaz, en compañía de sus tres hijos y parte del elenco de la telenovela Los exitosos Pells, en dónde él es el realizador. 
Después, celebraron su casamiento con una fiesta en un country de Pilar, en dónde asistieron muchas celebridades, más la familia y familiares de Sebastián, a excepción de su padre Palito Ortega, quien se encontraba de gira en Perú con el cantante y compositor Charly García. 
Años después, ambos se separan definitivamente y tras su quiebre, la pareja se divorció, luego de casi trece años juntos.
Tiempo después,  conoció a Carla Moure; con quién se comprometió.
Actualmente, está en pareja con la actriz Valentina Zenere.

### Creador
| Año       | Título                           | Canal                        |
| --------- | -------------------------------- | ---------------------------- |
| 2006      | Amo de casa                      | Canal 9                      |
| 2006      | Gladiadores de Pompeya           | Canal 9                      |
| 2006      | El tiempo no para                | Canal 9                      |
| 2007-2008 | Lalola                           | América TV                   |
| 2008-2009 | Los exitosos Pells               | Telefé                       |
| 2009-2010 | Botineras                        | Telefé                       |
| 2010      | Lo que el tiempo nos dejó        | Telefé                       |
| 2011      | Un año para recordar             | Telefé                       |
| 2012      | Graduados                        | Telefé                       |
| 2013      | Historia clínica                 | Telefé                       |
| 2013-2014 | Los vecinos en guerra            | Telefé                       |
| 2014      | La celebración                   | Telefé                       |
| 2014-2015 | Viudas e hijos del Rock & Roll   | Telefé                       |
| 2015      | Historia de un Clan              | Telefé                       |
| 2016      | Educando a Nina                  | Telefé                       |
| 2016      | El marginal                      | Televisión Pública Argentina |
| 2017      | Fanny, la fan                    | Telefe                       |
| 2017      | Un gallo para Esculapio          | Telefe                       |
| 2018      | BIOS: Vidas que marcaron la tuya | National Geographic          |
| 2018      | 100 días para enamorarse         | Telefe                       |
| 2021      | Parientes a la fuerza            | Telemundo                    |
| 2022      | Diario de un gigoló              | Netflix                      |
| 2022      | El secreto de la familia Greco   | Netflix                      |
| 2022      | El Marginal (temporada 4)        | Netflix                      |
| 2022      | El Marginal (temporada 5)        | Netflix                      |
| 2022      | BIOS: Vidas que marcaron la tuya | National Geographic          |
| 2025      | En el Barro                      | Netflix                      |

### Otros
| Año  | Título                | Notas |
| ---- | --------------------- | ----- |
| 2001 | El Hacker             | Idea  |
| 2003 | Costumbres argentinas | Idea  |
| 2006 | Amo de casa           | Guion |
| 2017 | El Marginal           | Idea  |

## Premios y nominaciones
| \| 2021 \| Premio Konex \| Productor de la década \| Periodo 2011-2020 \| Ganador \| \| 2019 \| Premios Martin Fierro \| Martín Fierro de Oro \| 100 días para enamorarse \| Ganador \| \| 2019 \| Premios Martin Fierro \| Ficción Diaria \| 100 días para enamorarse \| Ganador \| \| 2013 \| Premios Martin Fierro \| Martín Fierro de Oro \| Graduados \| Ganador[14] \| \| 2013 \| Premios Martin Fierro \| Ficción diaria \| Graduados \| Ganador \| \| 2013 \| Premios Martin Fierro \| Producción Integral \| Graduados \| Ganador \| \| 2012 \| Premios Tato \| Programa del año \| Graduados \| Ganador \| \| 2012 \| Premios Tato \| Ficción diaria \| Graduados \| Ganador \| \| 2011 \| Premio Konex \| Productor de la década \| Periodo 2001-2010 \| Ganador \| \| 2011 \| Martín Fierro \| Mejor telecomedia \| Un año para recordar \| Nominado \| \| 2009 \| Martín Fierro \| Mejor telecomedia \| Los exitosos pells \| Ganador[15] \| \| 2009 \| Premios Clarín \| Ficción diaria \| Los exitosos pells \| Ganador[16] \| \| 2009 \| Martín Fierro \| Mejor telenovela \| Botineras \| Nominado \| \| 2008 \| Martín Fierro \| Mejor telecomedia \| Lalola \| Ganador[17] \| \| 2008 \| Martín Fierro \| Martín Fierro de Oro \| Lalola \| Ganador[18] \| \| 2008 \| Premios Clarín \| Ficción diaria \| Los exitosos pells \| Ganador \| \| 2007 \| Martín Fierro \| Mejor unitario y/o miniserie \| El tiempo no para \| Nominado \| \| 2007 \| Martín Fierro \| Mejor telenovela \| El tiempo no para \| Nominado \| \| 2007 \| Martín Fierro \| Mejor telecomedia \| Los Roldán \| Ganador \| |                       |                              |                          |          |
| 2021 | Premio Konex          | Productor de la década       | Periodo 2011-2020        | Ganador  |
| 2019 | Premios Martin Fierro | Martín Fierro de Oro         | 100 días para enamorarse | Ganador  |
| 2019 | Premios Martin Fierro | Ficción Diaria               | 100 días para enamorarse | Ganador  |
| 2013 | Premios Martin Fierro | Martín Fierro de Oro         | Graduados                | Ganador  |
| 2013 | Premios Martin Fierro | Ficción diaria               | Graduados                | Ganador  |
| 2013 | Premios Martin Fierro | Producción Integral          | Graduados                | Ganador  |
| 2012 | Premios Tato          | Programa del año             | Graduados                | Ganador  |
| 2012 | Premios Tato          | Ficción diaria               | Graduados                | Ganador  |
| 2011 | Premio Konex          | Productor de la década       | Periodo 2001-2010        | Ganador  |
| 2011 | Martín Fierro         | Mejor telecomedia            | Un año para recordar     | Nominado |
| 2009 | Martín Fierro         | Mejor telecomedia            | Los exitosos pells       | Ganador  |
| 2009 | Premios Clarín        | Ficción diaria               | Los exitosos pells       | Ganador  |
| 2009 | Martín Fierro         | Mejor telenovela             | Botineras                | Nominado |
| 2008 | Martín Fierro         | Mejor telecomedia            | Lalola                   | Ganador  |
| 2008 | Martín Fierro         | Martín Fierro de Oro         | Lalola                   | Ganador  |
| 2008 | Premios Clarín        | Ficción diaria               | Los exitosos pells       | Ganador  |
| 2007 | Martín Fierro         | Mejor unitario y/o miniserie | El tiempo no para        | Nominado |
| 2007 | Martín Fierro         | Mejor telenovela             | El tiempo no para        | Nominado |
| 2007 | Martín Fierro         | Mejor telecomedia            | Los Roldán               | Ganador  |